# 이시다 마사토시 (축구 선수)
이시다 마사토시(일본어: 石田 雅俊, 1995년 5월 4일 ~ )는 일본의 축구 선수로 포지션은 세컨드 스트라이커, 왼쪽 윙어, 오른쪽 윙어이며 현재 K리그1 대전 하나 시티즌 소속이며 K리그 등록명은 마사이다.

## 클럽 경력
이시다 마사토시는 2014 시즌을 앞두고 교토 상가 FC에 입단하면서 커리어를 시작했다. 입단 이후 J3리그에 참여하는 J리그 U-22 선발팀으로 임대되었다. 3월 30일에 열린 블라우블리츠 아키타와의 경기에서 프로 데뷔전을 치렀으며 이 경기에서 데뷔골을 기록했다. 이후 교토 상가 소속으로 8월 10일에 열린 콘사도레 삿포로와의 경기에서 첫 출전을 했으며 17일에 열린 오이타 트리니타와의 경기에서 첫 골을 넣었다. 마사는 시즌 8경기에서 2골을 기록했다.
2016 시즌 여름 이적시장에서 SC 사가미하라로 임대 이적했다. 사가미하라에서 이시다는 8경기에 출전했다.
2017 시즌을 앞두고 더스파구사쓰 군마로 임대 이적했다. 군마에서 모든 대회를 합쳐 28경기에 나서 1골을 넣었다.
2018 시즌을 앞두고 아술 클라로 누마즈로 임대되었다.
2019 시즌을 앞두고 K리그2의 안산 그리너스로 이적했다. 8월 17일에 열린 수원 FC와의 경기에서 안산 입단 후 첫골을 기록했다. 9월 1일에 열린 광주 FC와의 경기에서 멀티골을 집어넣으며 팀의 2-1 승리를 이끌었다. 마사는 시즌 24경기에서 9골 1도움을 올리는 활약을 펼쳤다.
2020 시즌을 앞두고 K리그2의 수원 FC로 이적했다. 5월 24일에 열린 충남 아산 축구단과의 경기에서 수원 입단 이후 첫 골을 기록했다.
2021 시즌을 앞두고 K리그1의 강원 FC로 이적했다. 2021시즌 전반기 동안 9경기에 출전했다.
여름 이적시장을 통해 대전 하나 시티즌으로 임대되었다. 10월 10일에 치러진 안산 그리너스전에서 자신의 첫 해트트릭을 성공시켰다. 경기 이후 한국어로 승격을 다짐하는 인터뷰를 하여 화제를 모았다. 마사는 시즌 15경기에서 9골 1도움을 기록하는 활약상을 보여주며 팀의 승강플레이오프 진출에 기여했다. 시즌 종료 후 K리그2 베스트 11에 선정되었다.
2022 시즌을 앞두고 대전 하나시티즌으로 완전이적했다.
2023 시즌 K리그1으로 승격한 대전 하나 시티즌에서 부상으로 한 동안 출전하지 못하다가, 5라운드 FC서울전에서 후반 교체 출전해 88분 결승골을 넣었다.